# Un topo in casa
Un topo in casa (A Mouse in the House) è un film del 1947 diretto da William Hanna e Joseph Barbera. È il trentaduesimo cortometraggio animato della serie Tom & Jerry, prodotto dalla Metro-Goldwyn-Mayer e uscito negli Stati Uniti il 30 agosto 1947. Il titolo originale è un gioco di parole sull'espressione "a guest in the house" ("un ospite in casa").

## Trama
Mammy Due Scarpe, dopo aver constatato i danni provocati in casa da Jerry, va a sgridare i due gatti che vivono nella casa, Tom e Butch, che pensano solo a rilassarsi, mangiare e bere. La donna avverte i due gatti che la mattina seguente rimarrà in casa solo quello che riuscirà a catturare Jerry. Tom e Butch iniziano allora a cercare il topo per tutta la casa, e dopo un breve inseguimento riescono a catturarlo insieme. Tuttavia i due gatti si mettono a litigare per portarlo a Mammy, e Jerry riesce a liberarsi più volte. Dopo che il topo viene preso da Butch, Tom si traveste da Mammy e glielo ruba. Poco dopo, Butch fa la stessa cosa. Così, quando la vera Mammy arriva a controllare, ognuno dei due gatti pensa che si tratti del rivale e colpisce ripetutamente la donna sul sedere. Come risultato, entrambi vengono picchiati e buttati fuori di casa. Jerry, che osserva la scena vicino alla porta, viene scoperto da Mammy ed è costretto ad uscire anche lui.

## Censura
In TV è stata censurata la scena in cui Tom e Butch appaiono in blackface dopo l'esplosione del forno. In Europa la scena è censurata anche nelle versioni DVD.